# 辛格劳利
辛格劳利（Singrauli），是印度中央邦Sidhi县的一个城镇。总人口185580（2001年）。

## 人口
该地2001年总人口185580人，其中男性100342人，女性85238人；0—6岁人口32679人，其中男17240人，女15439人；识字率58.97%，其中男性为69.65%，女性为46.40%。